# Будинок-музей Іллі Сельвінського
Будинок-музей Іллі Сельвінського — музей видатного поета першої половини XX століття Іллі Сельвінського. Створено музей у будинку, у якому поет І. Л. Сельвінський народився і жив у 1899—1906.
Створений у 1989 р. як відділ КРКМ. Активну участь у створенні відділу КРКМ «Будинок-музей І. Сельвінського» брав поет Борис Серман.
Про життя і творчість І. Сельвінського розповідає колекція, в основі якої — матеріали, подаровані падчеркою І. Сельвінського Ц. Воскресенською і дочкою поета — Т. Сельвінською (м. Москва, Росія). Це понад 5 тисяч документів, книг, фотографій, особистих речей поета — документи часу, у якому жив поет.
Відкритий з 10.00 до 16.00, вихідні — субота, неділя.